# Atyaephyra stankoi
Atyaephyra stankoi is een garnalensoort uit de familie van de Atyidae. De wetenschappelijke naam van de soort is voor het eerst geldig gepubliceerd in 1972 door Karaman.